# Marinko Galič
Marinko Galič, slovenski nogometaš, * 22. april 1970, Koper.
Galič je bil nogometaš t. i. »zlate generacije« slovenskega nogometa, ki se je z reprezentanco uvrstil na Evropsko prvenstvo v nogometu 2000 ter na Svetovno prvenstvo v nogometu 2002.

## Klubska kariera
Svojo nogometno pot je Marinko začel leta 1991 v klubu FC Koper. Že leta 1993 je prestopil v NK Maribor, kjer je igral tri sezone. Leta 1996 je odšel na Hrvaško, kjer je dve sezoni igral za NK Zagreb ter Dinamo Zagreb, nato pa je podpisal pogodbo z NK Mura. Leta 1998 se je vrnil v Maribor, za katerega je ponovno igral tri sezone. Nato je prestopil v Rudar Velenje, od koder se je za dve sezoni vrnil k svojemu prvemu klubu, NK Koper. Leta 2003 je odšel na Kitajsko, kjer je podpisal pogodbo s klubom  Shandong Luneng. Kasneje je odšel na Ciper, kjer je igral za Apollon Limassol. S Cipra je kmalu prišel nazaj v Slovenijo, kjer je eno sezono igral za tretjeligaški klub NK Malečnik. Svojo kariero je končal v NK Interblocku.

## Reprezentančna kariera
Galič je za slovensko nogometno reprezentanco odigral 66 tekem. Z njo se je uvrstil na Evropsko prvenstvo v nogometu 2000 ter na Svetovno prvenstvo v nogometu 2002.

## Dosežki

#### Maribor
- Prva liga: 1998-99, 1999-00, 2000-01
- Slovenski nogometni pokal: 1993-94, 1998-99

#### Zagreb
- Hrvaški nogometni pokal:

- Podprvak: 1997